# Vattenfall Cyclassics 2008
La 13e édition de la Vattenfall Cyclassics a eu lieu le 7 septembre 2008. Il s'agit de la quatorzième et avant-dernière épreuve de l'UCI ProTour 2008. L'Australien Robbie McEwen (Silence-Lotto) s'est imposé au sprint devant ses compatriotes Mark Renshaw et Allan Davis.

## Parcours
La Vattenfall Cyclassics est un circuit de 213,7 km à travers la ville allemande de Hambourg et sa campagne. Le parcours de la course est accidenté et vallonné. Les coureurs enchainent les cols et les routes planes. Le circuit a des ressemblances avec les courses ardennaises comme Liège-Bastogne-Liège ou l'Amstel Gold Race.

## Contexte

### UCI ProTour 2008
La Vattenfall Cyclassics est la quatorzième épreuve de l'UCI ProTour 2008. En raison de la simultanéité du Tour d'Espagne, les trois derniers vainqueurs de l'épreuve, Filippo Pozzato, Óscar Freire et Alessandro Ballan ainsi que le leader du ProTour, Alejandro Valverde, sont absents.

### Équipes participantes et leaders
Toutes les équipes ProTour sont présentes. Les équipes continentales invitées sont Skil-Shimano et Volksbank.

## Récit de la course
Victoire de Robbie McEwen au sprint.

## Classement final
|    | Coureur            | Pays      | Équipe           | Temps           |
| -- | ------------------ | --------- | ---------------- | --------------- |
| 1  | Robbie McEwen      | Australie | Silence-Lotto    | 4 h 37 min 46 s |
| 2  | Mark Renshaw       | Australie | Crédit agricole  | m.t             |
| 3  | Allan Davis        | Australie | Quick Step       | m.t             |
| 4  | Murilo Fischer     | Brésil    | Liquigas         | m.t             |
| 5  | José Joaquín Rojas | Espagne   | Caisse d'Épargne | m.t             |
| 6  | Peter Wrolich      | Autriche  | Gerolsteiner     | m.t             |
| 7  | William Bonnet     | France    | Crédit agricole  | m.t             |
| 8  | Mirco Lorenzetto   | Italie    | Lampre           | m.t             |
| 9  | Samuel Dumoulin    | France    | Cofidis          | m.t             |
| 10 | Fabian Wegmann     | Allemagne | Gerolsteiner     | m.t             |

## Liste des participants
Liste des participants.
| Lampre | Rabobank | Columbia |
| - 01. Daniele Righi - 02. Roberto Longo - 03. David Loosli - 04. Francesco Gavazzi - 05. Mirco Lorenzetto - 06. Sylwester Szmyd - 07. Simon Špilak - 08. Marco Bandiera                        | - 11. Bram de Groot - 12. Mathew Hayman - 13. Sebastian Langeveld - 14. Tom Leezer - 15. Paul Martens - 16. Joost Posthuma - 17. Bram Tankink - 18. Graeme Brown                        | - 21. Marcus Burghardt - 22. Gerald Ciolek - 23. Linus Gerdemann - 24. Bert Grabsch - 25. Andreas Klier - 26. Thomas Lövkvist - 27. Tony Martin - 28. Marcel Sieberg                         |
| Caisse d'Épargne | Astana | CSC |
| - 31. Anthony Charteau - 32. Joan Horrach - 33. Pablo Lastras - 34. David López García - 35. Francisco Pérez Sánchez - 36. José Rujano - 37. José Joaquín Rojas - 38. Rigoberto Urán           | - 41. Koen de Kort - 42. René Haselbacher - 43. Christopher Horner - 44. Maxim Iglinskiy - 45. Sergueï Ivanov - 46. Aaron Kemps - 47. Grégory Rast - 48. Michael Schär                  | - 51. Andy Schleck - 52. Bobby Julich - 53. Fabian Cancellara - 54. Gustav Larsson - 55. Jens Voigt - 56. Kasper Klostergaard Larsen - 57. Lars Ytting Bak - 58. Lasse Bøchman               |
| Euskaltel-Euskadi | Scott-American Beef | Silence-Lotto |
| - 61. Lander Aperribai - 62. Jon Bru - 63. Jorge Azanza - 64. Aitor Hernández - 65. Markel Irizar - 66. Iñaki Isasi - 67. Juan José Oroz - 68. Haimar Zubeldia                                 | - 71. Rubens Bertogliati - 72. Eros Capecchi - 73. Ermanno Capelli - 74. Ángel Gómez - 75. Manuele Mori - 76. David Cañada - 77. Luciano Pagliarini - 78. Josep Jufré                   | - 81. Mario Aerts - 82. Dario Cioni - 83. Nick Gates - 84. Robbie McEwen - 85. Christophe Brandt - 86. Johan Vansummeren - 87. Jurgen Van den Broeck - 88. Wim Van Huffel                    |
| Liquigas | Gerolsteiner | La Française des jeux |
| - 91. Leonardo Bertagnolli - 92. Maciej Bodnar - 93. Kjell Carlström - 94. Dario Cataldo - 95. Mauro Da Dalto - 96. Murilo Fischer - 97. Aliaksandr Kuschynski - 98. Frederik Willems          | - 101. Thomas Fothen - 102. Johannes Fröhlinger - 103. Sven Krauss - 104. Volker Ordowski - 105. Ronny Scholz - 106. Fabian Wegmann - 107. Carlo Westphal - 108. Peter Wrolich          | - 111. Sébastien Chavanel - 112. Frédéric Guesdon - 113. Sebastien Joly - 114. Guillaume Levarlet - 115. Christophe Mengin - 116. Tom Stubbe - 117. Benoît Vaugrenard - 118. Jussi Veikkanen |
| Quick Step | Crédit agricole | AG2R La Mondiale |
| - 121. Allan Davis - 122. Steven de Jongh - 123. Dmytro Grabovskyy - 124. Giovanni Visconti - 125. Alessandro Proni - 126. Sébastien Rosseler - 127. Gert Steegmans - 128. Jurgen Van de Walle | - 131. William Bonnet - 132. Jimmy Engoulvent - 133. Simon Gerrans - 134. Jonathan Hivert - 135. Thor Hushovd - 136. Christophe Kern - 137. Ignatas Konovalovas - 138. Mark Renshaw     | - 141. Cyril Dessel - 142. Philip Deignan - 143. Martin Elmiger - 144. Tanel Kangert - 145. Yuriy Krivtsov - 146. Stéphane Poulhiès - 147. Ludovic Turpin - 148. Stijn Vandenbergh           |
| Bouygues Telecom | Cofidis | Milram |
| - 151. Julien Belgy - 152. Giovanni Bernaudeau - 153. Mathieu Claude - 154. Erki Pütsep - 155. Franck Renier - 156. Evgeny Sokolov - 157. Matthieu Sprick - 158. Yury Trofimov                 | - 161. Alexandre Blain - 162. Florent Brard - 163. Jean-Eudes Demaret - 164. Hervé Duclos-Lassalle - 165. Samuel Dumoulin - 166. Frank Høj - 167. Yann Huguet - 168. Damien Monier      | - 171. Christian Knees - 172. Dominik Roels - 173. Ralf Grabsch - 174. Martin Müller - 175. Björn Schröder - 176. Brett Lancaster - 177. Alberto Ongarato - 178. Peter Velits                |
| Skil-Shimano | Volksbank | |
| - 181. David Deroo - 182. Kenny van Hummel - 183. Piet Rooijakkers - 184. Thierry Hupond - 185. Tom Veelers - 186. Roy Curvers - 187. Albert Timmer - 188. Fumiyuki Beppu                      | - 191. Olaf Pollack - 192. André Korff - 193. Andreas Dietziker - 194. Philipp Ludescher - 195. Gerrit Glomser - 196. René Weissinger - 197. Pascal Hungerbühler - 198. Harald Morscher | |